# Lydia Davis
Lydia Davis (ur. 15 lipca 1947 w Northampton) – amerykańska pisarka i tłumaczka specjalizująca się w pisaniu opowiadań.
Pracuje w State University of New York at Albany. Specjalizuje się w pisaniu krótkich, jedno- lub dwustronicowych opowiadań. Oprócz tego pisze również wiersze, powieści i eseje. Ponadto zajmuje się tłumaczeniem literatury na język angielski (głównie literatury francuskiej, m.in. Flauberta czy Prousta). W 2013 roku otrzymała nagrodę The Man Booker Interntional Prize fo Fiction, zaś w 2020 roku otrzymała nagrodę Pen/Malamud Award.